# Soleil des hyènes
Pour plus de détails, voir Fiche technique et Distribution.
Soleil des hyènes est un film tunisien réalisé par Ridha Béhi, sorti en 1977. 
Ce premier long métrage du réalisateur est sélectionné à la Quinzaine des réalisateurs du Festival de Cannes la même année.

## Synopsis
Dans un petit village de pêcheurs tunisien qui vit en autarcie, des promoteurs allemands mettent en place une infrastructure hôtelière, avec la complicité des édiles locaux. La vie des villageois s'en trouve bouleversée.

## Thématique
Ridha Béhi critique le rôle de « spectateurs indésirables et de larbins dans un milieu touristique qui leur est, chez eux, inaccessible » auquel sont réduits les habitants du village où se construisent les hôtels. Son film montre la marginalisation de l'économie locale, les effets positifs sur l'emploi créé par les constructions étant minorés, à peine esquissés. Il ne s'agit néanmoins pas de critiquer le développement touristique du pays, mais d'interpeller les autorités sur leurs manquements. Interdit de tournage en Tunisie, Béhi a dû réaliser son film au Maroc,.

## Fiche technique
- Réalisation : Ridha Béhi
- Scénario : Ridha Béhi
- Musique : Nicola Piovani
- Directeur de la photographie : Theo van de Sande

## Distribution
- Mahmoud Morsy : Lamine
- Hélène Catzaras : Mariem
- Ahmed Snoussi : Tahar
- Madiha Kamel
- Kamel Chennaoui
- Larbi Doghmi : Ibrahim Haj
- Tewfik Guiga : Slim

## Distinctions
Le film est sélectionné à la Quinzaine des réalisateurs du Festival de Cannes 1977. En 1979, il obtient le grand prix au Festival de Damas et le Prix de la Vérité au 6e FESPACO.